# Beauville (Alto Garona)
Beauville (em occitano:  Bauvila) é uma comuna francesa na região administrativa da Occitânia, no departamento do Alto Garona. Estende-se por uma área de 6.06 km², com 170 habitantes, segundo o censo de 2018, com uma densidade de 28 hab/km².